# 남천로 (울산)
남천로(Namcheon-ro)는 울산광역시 울주군 언양읍 중심부를 연결하는 도로이다.

## 노선 경로
- 제2남천교삼거리 - 반구대로 (국도 제35호선)
  - 제2남천교
- 남천독길
- 서부삼거리 - 서부4길
- 언상교사거리 - 읍성로, 교동로
- 영화초등학교입구 - 방천3길
- 경동청구아파트앞
- 천전사거리 - 헌양길
- 상북로와 직결